# Brooke Voigt
Pour les articles homonymes, voir Voigt.
Brooke Voigt, née le 17 novembre 1993 à Fort McMurray, est une snowboardeuse canadienne.
En Coupe du monde de snowboard, elle termine 2e du classement de slopestyle en 2012 et 3e du classement de big air en 2011 puis 2e de big air et 3e de slopestyle en 2020. Elle compte 9 podiums dans la compétition.